# 62503 Томкейв
62503 Томкейв (62503 Tomcave) — астероїд головного поясу, відкритий 30 вересня 2000 року.
Тіссеранів параметр щодо Юпітера — 3,301.